# クマ財団
公益財団法人クマ財団（こうえきざいだんほうじんクマざいだん）は、若手クリエイターの支援を目的とした日本の公益財団法人。

## 活動
コロプラの代表取締役会長である馬場功淳によって設立された。クリエイター奨学金を実施しており、2023年までに7期生が奨学金を受けた。支援対象のクリエイターが制作した作品は東京都港区六本木に位置する「クマ財団ギャラリー」(
2022年4月開館）で展示される。

## 対象ジャンル
支援対象となるジャンルは映画、アニメ、漫画、作曲、プロダクトデザイン、グラフィック、建築、写真、絵画、彫刻、ファッション、メディアアート、工芸、小説、書道、戯曲、パフォーマンスなど多岐にわたる。

## 主な支援クリエイター[5]
- 小川紗良（1-2期）
- 久保田徹（1-4期）
- たかまつなな（1期）
- 津久井五月（1期）
- Nor（1期）
- 影山紗和子（2期）
- ラブリーサマーちゃん（2期）
- 武田穂佳（3期）
- SHOW-GO（3-4期）
- 長谷川白紙（3-5期）
- 尾崎リノ（元Cody・Lee (李)）（4期）
- 小西遊馬（4期）
- 村木風海（4期）
- Hohobun（4-5期生）